# 紅浩克
紅浩克（英語：Red Hulk）是漫威漫畫的一名角色，擁有與浩克類似的能力但變身後皮膚是紅色的。至少有兩個人物使用過紅浩克的名號。

## 角色

### 雷霆·羅斯
第一位紅浩克是布魯斯·班納的岳父雷霆·羅斯（Thunderbolt Ross）將軍，他使用與浩克變身類似的伽碼射線變身成為紅色的浩克，他這麼做據說是為了更容易逮捕浩克。

### 羅伯特·馬弗里克
第二個紅浩克為四星上將羅伯特·馬弗里克（Robert Maverick），因其基因特徵而被選中，他的體內被植入一個「浩克外掛套件」，套件啟動後會將羅伯特變成紅浩克的變體。與雷霆·羅斯版本的紅浩克不同，羅伯特保留了浩克形態的鬍子並戴著墨鏡。

## 能力
紅浩克和浩克一樣具備強大的力量和耐力，不同的是紅浩克皮膚是紅色，且憤怒時不會變得更強而是會釋放出高熱，釋放高熱的結果反而會讓紅浩克變弱。紅浩克必須吸收輻射才能變得更強。

## 其他媒體

### 電影
- 漫威電影宇宙：由哈里森·福特飾演雷霆·羅斯／紅浩克。
  - 《美國隊長：無畏新世界》（2025年）[1]

### 遊戲
- 《漫威：未來之戰》：手機遊戲，紅浩克是玩家可使用角色之一。